# Національне агентство з питань запобігання корупції
Національне агентство з питань запобігання корупції (НАЗК) — центральний орган виконавчої влади України зі спеціальним статусом, який забезпечує формування та реалізує державну антикорупційну політику.
Створення Національного агентства було передбачене Законом України «Про запобігання корупції», прийнятим 14 жовтня 2014 року. Закон уведений у дію з 26 квітня 2015 року.
Національне агентство з питань запобігання корупції має превентивну функцію, зокрема щодо перевірки декларацій державних службовців і стилю їх життя, розкриття будь-якої інформації з приводу фактів корупції чи зловживання посадою. Запуск роботи антикорупційного агентства було однією з вимог Європейського Союзу для безвізового режиму з Україною.

## Засади статусу
Як сказано в пояснювальній записці до законопроєкту, Національне агентство з питань запобігання корупції створене як спеціалізований превентивний антикорупційний орган. Такий підхід дозволить забезпечити виконання рекомендації І Групи держав проти корупції (GRECO), наданої за результатами Спільних Першого та Другого раундів оцінювання, а також відповідних рекомендацій експертів Європейської Комісії в рамках реалізації Плану дій щодо лібералізації Європейським Союзом візового режиму для України, стане інструментом імплементації в національне законодавство положень статті 6 Конвенції ООН проти корупції щодо забезпечення створення та функціонування органу з питань антикорупційної політики.
Національне агентство відповідальне перед Верховною Радою України і підзвітне Кабінету Міністрів України. Національне агентство утворюється Кабінетом Міністрів України.
Керівництво діяльністю Національного агентства здійснює його Голова, який призначається на посаду та звільняється з посади Урядом відповідно до результатів відкритого конкурсного відбору. Голова призначається строком на чотири роки, при чому не можна обіймати цю посаду два строки підряд.
Організаційне, інформаційно-довідкове та інше забезпечення діяльності Національного агентства здійснює його апарат.
Постановою Кабінету Міністрів України «Деякі питання затвердження граничної чисельності працівників апарату та територіальних органів центральних органів виконавчої влади, інших державних органів» від 05.04.2014 № 85 визначено штатну чисельність НАЗК, яка складає 408 одиниць.

## Функції Національного агентства

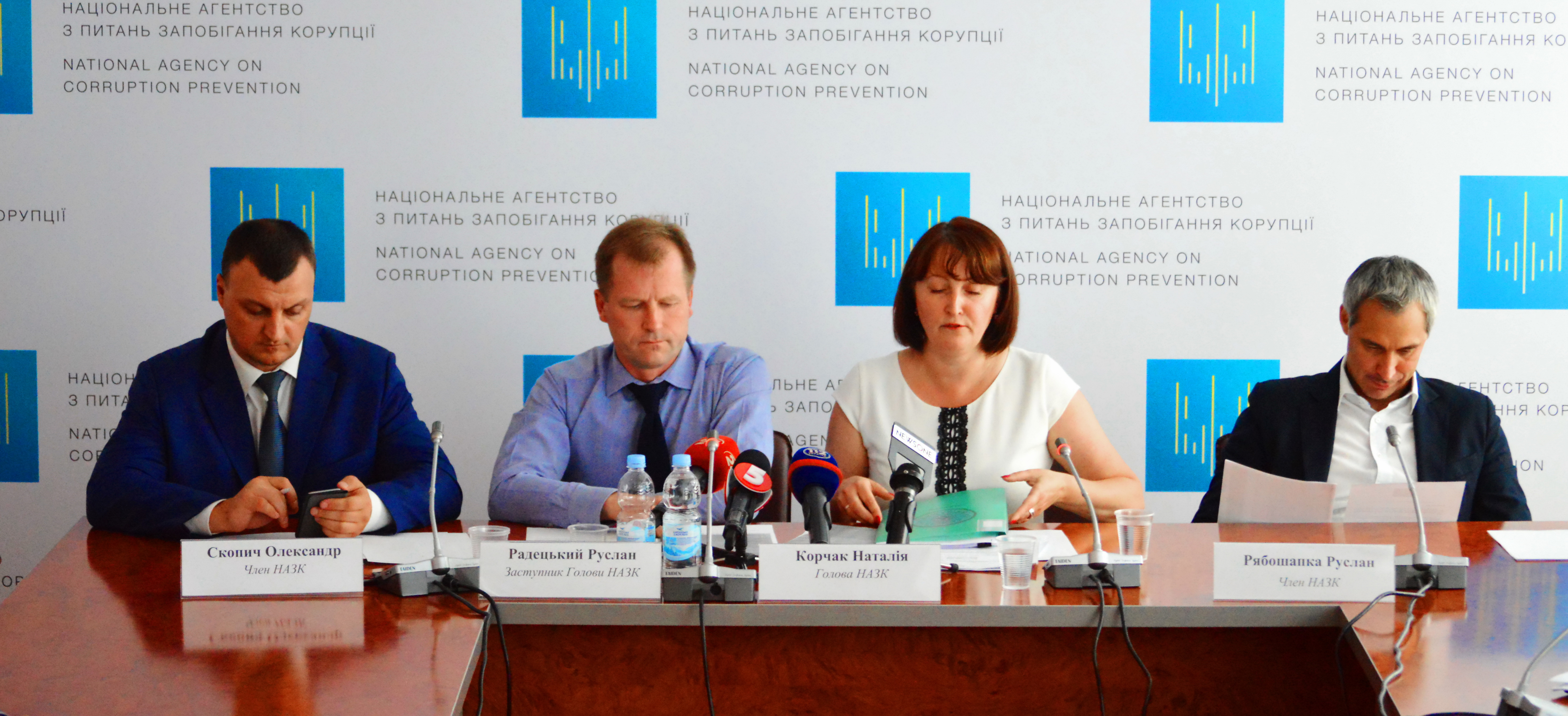
Засідання НАЗК

На Національне агентство Законом покладаються такі функції:
1. проведення аналізу:
  - стану запобігання та протидії корупції в Україні, діяльності державних органів, органів влади Автономної Республіки Крим та органів місцевого самоврядування у сфері запобігання та протидії корупції;
  - статистичних даних, результатів досліджень та іншої інформації стосовно ситуації щодо корупції;
2. розроблення проєктів Антикорупційної стратегії та державної програми з її виконання, здійснення моніторингу, координації та оцінки ефективності виконання Антикорупційної стратегії;
3. підготовка та подання в установленому законом порядку до Кабінету Міністрів України проєкту національної доповіді щодо реалізації засад антикорупційної політики;
4. підготовка пропозицій щодо формування та реалізації антикорупційної політики, розроблення проєктів нормативно-правових актів з цих питань;
5. організація проведення досліджень з питань вивчення ситуації щодо корупції;
6. здійснення моніторингу та контролю за виконанням актів законодавства з питань етичної поведінки, запобігання та врегулювання конфлікту інтересів у діяльності осіб, уповноважених на виконання функцій держави або місцевого самоврядування та прирівняних до них осіб;
7. координація та надання методичної допомоги щодо виявлення державними органами, органами влади Автономної Республіки Крим, органами місцевого самоврядування корупціогенних ризиків у своїй діяльності та реалізації ними заходів щодо їх усунення, в тому числі підготовки та виконання антикорупційних програм;
8. здійснення контролю та перевірки декларацій осіб, уповноважених на виконання функцій держави або місцевого самоврядування, зберігання та оприлюднення таких декларацій, проведення моніторингу способу життя осіб, уповноважених на виконання функцій держави або місцевого самоврядування;
9. забезпечення ведення Реєстру декларацій та Реєстру корупціонерів;
10. затвердження правил етичної поведінки державних службовців та посадових осіб місцевого самоврядування;
11. координація в межах компетенції, методичне забезпечення та здійснення аналізу ефективності діяльності уповноважених підрозділів (уповноважених осіб) з питань запобігання та виявлення корупції;
12. погодження антикорупційних програм державних органів, органів влади Автономної Республіки Крим, органів місцевого самоврядування, розробка типової антикорупційної програми юридичної особи;
13. внесення керівникам державних органів, органів влади Автономної Республіки Крим, органів місцевого самоврядування, в яких передбачена наявність уповноважених підрозділів (уповноважених осіб) з питань запобігання та виявлення корупції, подань щодо призначення керівників уповноважених підрозділів (уповноважених осіб);
14. здійснення співпраці із особами, які добросовісно повідомляють про можливі факти корупційних або пов'язаних з корупцією правопорушень, інших порушень цього Закону (викривачі), вжиття заходів щодо їх правового та іншого захисту, притягнення до відповідальності осіб, винних у порушенні їх прав, у зв'язку з таким інформуванням;
15. організація підготовки, перепідготовки і підвищення кваліфікації з питань, пов'язаних із запобіганням корупції, працівників державних органів, органів влади Автономної Республіки Крим, посадових осіб місцевого самоврядування;
16. надання роз'яснень, методичної та консультаційної допомоги з питань застосування актів законодавства з питань етичної поведінки, запобігання та врегулювання конфлікту інтересів у діяльності осіб, уповноважених на виконання функцій держави або місцевого самоврядування та прирівняних до них осіб;
17. інформування громадськості про здійснювані заходи щодо запобігання корупції, реалізація заходів, спрямованих на формування у свідомості громадян негативного ставлення до корупції;
18. залучення громадськості до формування, реалізації та моніторингу антикорупційної політики;
19. координація виконання міжнародних зобов'язань у сфері формування та реалізації антикорупційної політики, співпраця з державними органами, неурядовими організаціями іноземних держав та міжнародними організаціями в межах своєї компетенції;
20. обмін інформацією з компетентними органами та іноземних держав та міжнародними організаціями;
21. інші повноваження, визначені законом.

## Символіка НАЗК
Емблема Агентства має вигляд синього круга з білою облямівкою, від якої до центру круга спрямовано двадцять білих променів. У центр круга вміщено стилізоване зображення тризуба, який складають дев'ять білих вертикальних прямокутників різної довжини. Під зображенням тризуба — напис «НАЗК» літерами білого кольору.

## Контроль за діяльністю

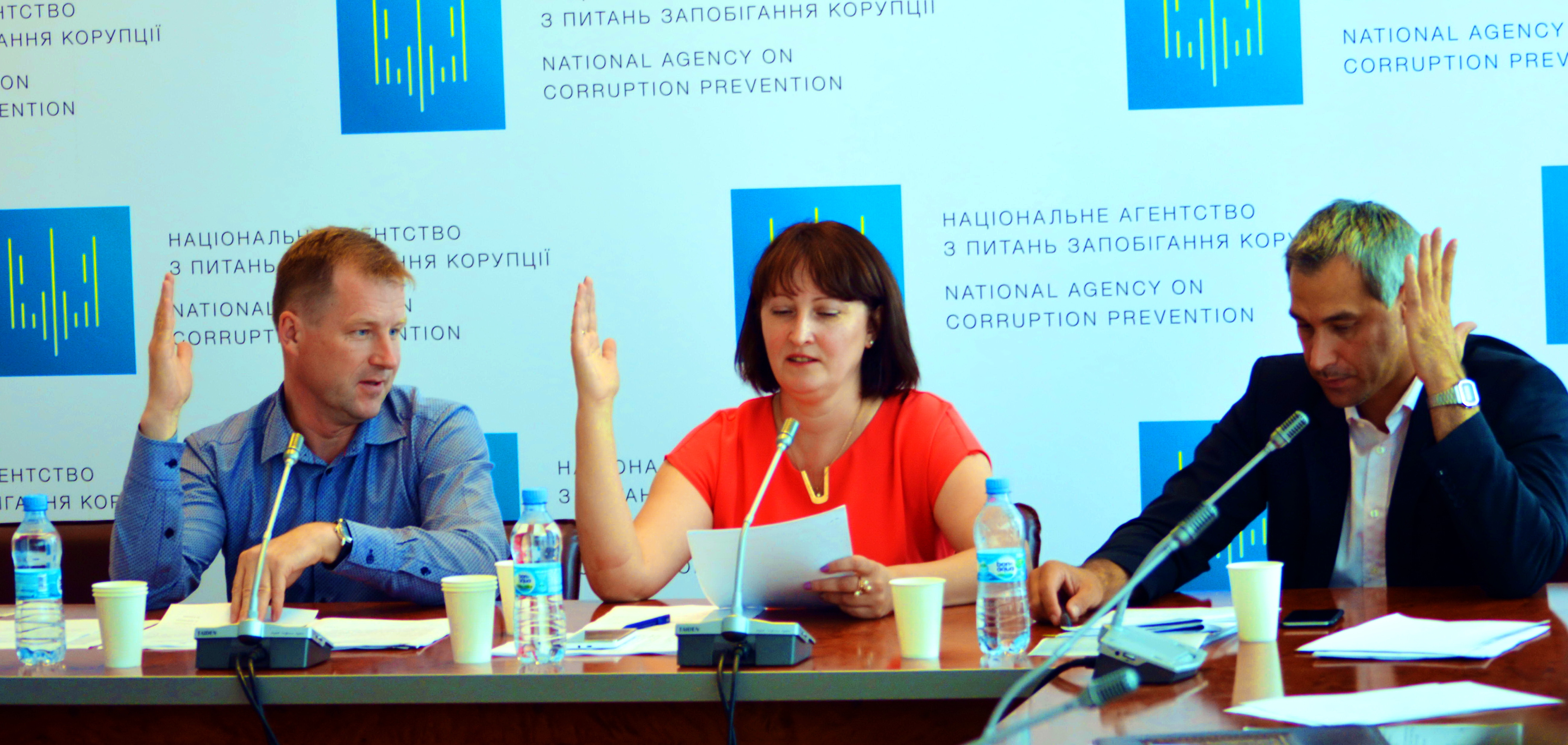
Голосування НАЗК

Контроль за витрачанням Національним агентством коштів здійснюється Рахунковою палатою шляхом проведення аудиту один раз на два роки.
Громадський контроль за діяльністю Національного агентства забезпечується через Громадську раду при Національному агентстві, яка складається з 15 осіб та формується відповідно до результатів відкритого та прозорого конкурсу. Чинна Громадська рада розпочала роботу в червні 2020 року, її очолює Катерина Бутко.
Кожні два роки проводиться зовнішня незалежна оцінка ефективності діяльності Національного агентства. Оцінку проводить Комісія з проведення незалежної оцінки ефективності діяльності Національного агентства у складі трьох осіб, які призначаються КМУ на підставі пропозицій іноземних донорів. На даний час до Комісії з проведення незалежної оцінки входять Генглоф Джозеф, Курпнієце Діана та Стефан Лаура.
НАЗК готує щорічні звіти про свою діяльність.

## Персоналії
У зв'язку з набранням чинності Законом, що інституційно перезавантажив НАЗК, припинені достроково з 18 жовтня 2019 р. повноваження членів Агентства, керівника апарату, заступників керівника апарату Агентства, членів Громадської ради при Агентстві.
Розпорядженням Кабінету Міністрів України від 27 лютого 2024 року № 162-р Головою НАЗК з 27 лютого 2024 року призначено Віктора Павлущика.
| ПІБ                            | Фото | Дата призначення | Дата звільнення | Примітки |
| ------------------------------ | ---- | ---------------- | --------------- | --- |
| Чумак Віктор Васильович        |      | 11 грудня 2015   | 24 лютого 2016  | Відмовився від членства у НАЗК                                                                                     |
| Рябошапка Руслан Георгійович   |      | 16 березня 2016  | 14 червня 2017  | Подав у відставку 9 червня 2017 — після того, як інші члени відкинули його власний план виведення установи з кризи |
| Радецький Руслан Станіславович |      | 16 березня 2016  | 18 серпня 2017  | Подав заяву про відставку                                                                                          |
| Мангул Олександр Анатолійович  |      | 17 січня 2018    | 18 жовтня 2019  | Голова Нацагентства з 28 березня 2018 по 18 жовтня 2019. Повноваження члена достроково припинені.                  |
| Патюк Станіслав Станіславович  |      | 17 січня 2018    | 18 жовтня 2019  | Заступник Голови Нацагентства з 28 березня 2018. Повноваження члена достроково припинені.                          |
| Серьогін Олександр Юрійович    |      | 15 серпня 2017   | 18 жовтня 2019  | Повноваження члена достроково припинені.                                                                           |
| Корчак Наталія Миколаївна      |      | 11 грудня 2015   | 18 жовтня 2019  | Голова Нацагентства з 28 березня 2016 по 28 березня 2018. Повноваження члена достроково припинені.                 |
| Скопич Олександр Дмитрович     |      | 11 грудня 2015   | 18 жовтня 2019  | Повноваження члена достроково припинені.                                                                           |
| Новіков Олександр Федорович    |      | 15 січня 2020    | 15 січня 2024   | Голова Нацагентства                                                                                                |
| Павлущик Віктор Володимирович  |      | 27 лютого 2024   |                 | Голова Нацагентства                                                                                                |

## Діяльність Національного агентства

### До перезавантаження

#### Початок діяльності
Кабінет Міністрів України ухвалив рішення про створення Національного агентства з питань запобігання корупції 18 березня 2015 року.
28 серпня 2015 року були визначені 4 представники громадськості, які обиратимуть членів Нацагентства з питань запобігання корупції — Андрій Марусов, Леся Шевченко, Віктор Шлінчак та Віктор Таран До складу комісії також увійшли представник Президента України у Кабінеті Міністрів Олександр Данилюк, голова Нацдержслужби Костянтин Ващенко, представник від Верховної Ради, доцент НаУКМА Володимир Сущенко.
11 грудня того ж року були призначені перші три з п'яти його членів, що (як вважає Уряд) достатньо для початку роботи. Водночас, очільник Transparency International Україна та низка антикорупційних організацій незадоволені процедурою вибору.
Очікувалося, що Агентство запрацює до кінця 2015 року, проте цього не сталося, що викликало розчарування Євросоюзу. ЄС очікує на початок роботи Агентства до кінця першого кварталу 2016 року.
16 березня 2016 Уряд призначив за рекомендацією конкурсної комісії ще двох членів Агентства. За виключенням Віктора Чумака, який відмовився від посади, загальна кількість членів досягла чотирьох. Це дало можливість Агентству почати роботу.
Очікувалося, що повноцінно НАЗК запрацює у липні 2016 року. Але про офіційний запуск роботи НАЗК відбувся лише 15 серпня 2016.

#### Атестація системи захисту реєстру декларацій
12 серпня 2016, за два дні до запланованого запуску Єдиного державного реєстру декларацій, Державна служба спеціального зв'язку та захисту інформації України оголосила про відмову в сертифікації системи захисту інформації (КСЗІ) цього реєстру. Важливість своєчасного запуску цього реєстру обумовлена неможливістю повноцінної роботи НАЗК та зобов'язаннями України перед ЄС в рамках переговорів про безвізовий режим.
Підготовка до атестації велася протягом останніх трьох місяців до дати запуску, що була запланована на 15 серпня. 28 липня 2016 року НАЗК затвердило експертною організацією ТОВ «Криптософт». Але виявилося, що це та сама організація, що розробляла КЗСІ. Тому 2 серпня 2016 року Держспецзв'язку наполіг на призначенні експертизи своєю дочірньою організацією «Державний центр кіберзахисту та протидії кіберзагрозам» (ДЦКЗ). Технічне завдання на побудову КСЗІ було передано розробнику програмного продукту (ТОВ «Міранда»).
Протягом першої половини серпня неодноразово висловлювалися підозри у навмисному саботажі запуску системи.
14 серпня голова НАЗК ухвалила рішення про запуск системи з 00:00 годин 15 серпня, незважаючи на відсутність сертифікату — у «режимі дослідної експлуатації». Це дозволило б уникати кримінального покарання за подання неправдивих відомостей у деклараціях, адже відомості з несертифікованої системи не матимуть доказової сили в суді.
Зважаючи на суспільний резонанс, доступ до системи був тимчасово припинений. Остаточний перезапуск системи відбувся 1 вересня — після усунення зауважень Держспецзв'язку та політичної заяви Президента.

#### Перевірка фінансування політичних партій
Починаючи з 2017 року політичні партії, які отримують державне фінансування, зобов'язані пройти зовнішній незалежний фінансовий аудит звітності про майно, доходи, витрати і зобов'язання фінансового характеру.
За результатами перевірки звітів політичних партій, в НАЗК складено 62 протоколи про адміністративні правопорушення. В ході перевірки у 12 звітах політичних партій виявлено ознаки кримінальних правопорушень. Поліцією відкрито 6 кримінальних проваджень.

#### Конкретні результати діяльності
За рік роботи було перевірено всього 91 декларацію з півтора мільйона, що викликає невдоволення як всередині країни, так і зі сторони ЄС. Досі не введено автоматизований режим перевірки декларацій, усі декларації перевіряються в ручному режимі.
З метою поліпшити ефективність своєї роботи НАЗК співпрацює з експертами Антикорупційної ініціативи Європейського союзу в Україні (EUACI). У 2017 році Агентство стало бенефіціаром цієї міжнародної структури.

### Під час та після перезавантаження
Оскільки в суспільстві постійно виникали питання до незалежності та ефективності роботи НАЗК, був розроблений та прийнятий Закон про його перезавантаження. Він набрав чинності 18 жовтня 2019 року. Основні зміни:
- НАЗК перестав бути колегіальним органом, що складався з п'яти «рівноправних» членів. Агентство отримує голову, який нестиме відповідальність за результати діяльності інституції. Його призначатиме Кабмін за новою процедурою на 4 роки без права переобрання.
- Після набуття чинності закону всі члени НАЗК і Громадської ради, керівник апарату та його заступники звільняються.
- Посилюється роль міжнародних експертів у конкурсній комісії з обрання Голови НАЗК. З 6 членів комісії три — делегати від міжнародної спільноти.
- Посилюються вимоги до кандидатів у Громадську раду НАЗК.
- НАЗК створить спецпорядок е-декларацій для СБУ та Служби зовнішньої розвідки тощо. Цей спецпорядок не поширюватиметься на посади, на які відкрито призначає/звільняє Президент.
- Зростає строк давності щодо накладення адмінстягнення за корупцію — з трьох місяців до двох років.
- Щодвароки три особи, делеговані міжнародними організаціями та визначені Кабміном, проводитимуть зовнішній аудит НАЗК. Висновок про неефективність діяльності НАЗК буде підставою для дострокового припинення повноважень Голови[10].

До кінця 2019 року Агентство отримало доступ до всіх 16-ти реєстрів та баз даних, необхідних для перевірки декларацій в автоматизованому режимі.

### Відкритий конкурс на посаду Голови НАЗК (2020 рік)
У 2020 році відбувся відкритий конкурс на посади Голови НАЗК. Це перший конкурс на посаду керівника центрального органу виконавчої влади, де вирішальний голос у комісії з 6 осіб мали міжнародні експерти відповідно до положень ст. 6 Закону України «Про запобігання корупції».
До складу комісії увійшли Віталій Шабунін, Катерина Риженко, Ольга Кобилинська, Тильман Хоппе, Горан Клименич, Майкл Сірс. Її очолили керівниця юридичного відділу Transparency International Ukraine  Катерина Риженко та міжнародний експерт Тільман Хоппе.
2 жовтня 2019 року Верховна Рада України ухвалила закон, що змінив модель управління НАЗК з колегіальної на одноособову.
Уряд мав провести конкурс упродовж двох місяців. Відбір на посаду нового керівника відбувався у чотири етапи: розгляд документів, тестування загальних навичок, особиста співбесіда та відкрите голосування.
Конкурс на посаду керівника НАЗК стартував 8 листопада 2019 року. На посаду претендувало 30 осіб.
16 грудня 2019 року Конкурсна комісія обрала переможця конкурсу шляхом відкритого голосування — кандидата Новікова Олександра Федоровича. Відповідно до рішення Конкурсної комісії він має найкращі професійний досвід, знання та якості для виконання службових обов'язків Голови Національного агентства, а також відповідає критеріям компетентності та доброчесності.
15 січня 2020 року Кабінет Міністрів України розпорядженням призначив новим головою НАЗК Олександра Новікова.
15 січня 2024 року закінчився чотирирічний термін повноважень голови НАЗК Олександра Новікова.

### Відкритий конкурс на посаду Голови НАЗК (2024 рік)
13 листопада 2023 року на офіційній вебсторінці Кабінету Міністрів України було оприлюднено Оголошення про умови та строки проведення конкурсу на посаду Голови НАЗК.
26 грудня 2023 року отримала документи від 64 кандидатів, але допущено до участі було 51 особу. За результатами тестування на загальні здібності Павлущик отримав найвищий бал серед усіх конкурсантів.
Після проходження всіх етапів конкурсу Головою НАЗК обрано Головою НАЗК. Він отримав підтримку всіх 6 членів комісії: як міжнародників, так і урядової квоти.
Посли держав-членів «Великої сімки» (G7) високо оцінили прозору роботу Конкурсної комісії, сформованої з українського уряду і міжнародних експертів. Крім того, українські стейкхолдери, які пильно слідкували за перебігом конкурсу, такі як Олена Трибушна та Віталій Шабунін також позитивно оцінили процедуру проведення конкурсу.
Розпорядженням Кабінету Міністрів України від 27 лютого 2024 року № 162-р Головою НАЗК з 27 лютого 2024 року призначено Віктора Павлущика.

### Під час воєнного стану
24 лютого 2022 року НАЗК закрило доступ до публічної частини Реєстру декларацій. Це було зроблено для того, щоб агресор не міг отримати дані про українських держслужбовців і політиків. Незважаючи на це, кожен декларант все ще може переглянути свої декларації в особистому електронному кабінеті. Закон «Про запобігання корупції» продовжує діяти в повному обсязі, а отже усі вимоги щодо декларування та повідомлень залишаються в силі.
Після повномасштабного вторгнення росії НАЗК швидко адаптувалося до змін у суспільстві. Попри часткову зупинку функцій, НАЗК не лише продовжило виконувати свої обов'язки, але й перерозподілило ресурси для потреб воєнного часу. НАЗК відновило роботу з проведення моніторингу способу життя.
20 червня 2022 року Парламент ухвалив Антикорупційну стратегію на 2021—2025 рр., розроблену НАЗК. Також НАЗК розробило проєкт Державної антикорупційної програми з виконання Антикорупційної стратегії на 2023—2025 роки (ДАП) і провело її громадські обговорення. 4 березня 2023 року Кабінет Міністрів України із затримкою на два місяці ухвалив ДАП.
Окремим напрямом роботи для НАЗК стала підготовка аналітичних матеріалів про корупційні ризики пов'язані з війною. Агентство розробило дослідження «Корупційні схеми та ризики під час виїзду з України в умовах воєнного стану».
Також НАЗК проаналізувало корупційні ризики під час обмеження обігу ліків та підготувало окреме дослідження «Корупційні ризики під час обмеження обігу лікарських засобів в умовах воєнного стану», де визначило низку корупційних ризиків, що можуть призвести до катастрофічних наслідків, якщо ситуацію не змінити.
Експерти НАЗК спільно з аналітичним центром StateWatch та за підтримки Міжнародного Фонду «Відродження» дослідили проблеми забезпечення житлом військовослужбовців ЗСУ та виявили найбільш поширені корупційні ризики.

#### Санкційна діяльність
Після повномасштабного вторгнення Росії в Україну, НАЗК разом з Міністерством закордонних справ почали оприлюднювати списки осіб та компаній, які підтримують відкриту агресію Росії, на сайті https://sanctions.nazk.gov.ua. Метою порталу є інформування урядів країн-партнерів України та громадян про вже запроваджені санкції і закликати розширити санкційні списки щодо осіб, які підтримують війну, у тому числі фінансово та інформаційно. Роль Агентства в ідентифікації кандидатів на санкції передбачена в Дорожній карті індивідуальних санкцій, розроблений Міжнародною санкційною групою Єрмака-Макфола.
Також НАЗК вело перелік міжнародних спонсорів війни — іноземних компаній, які незважаючи на визнання Росії агресором та санкційні обмеження, продовжують співпрацю із нею. Вони відстежуються за участю LSEG та Refinitiv. До реєстру міжнародних спонсорів війни потрапили, зокрема, Leroy Merlin, Bonduelle, P&G, Auchan, Metro AG, а також їх менеджмент.
22 березня 2024 року з урахуванням витягу з протоколу засідання Кабінету Міністрів України 15.03.2024 Nº 30 НАЗК забезпечило переадресацію користувачів з реєстру «Міжнародні спонсори війни» на «Державний реєстр санкцій» для достовірного та єдиного інформування про офіційний перелік суб'єктів, щодо яких застосовано санкції в Україні.
Крім того, Міжвідомчій робочій групі з питань реалізації державної санкційної політики передано інформацію, яка міститься у розділі «Міжнародні спонсори війни» порталу «Війна і санкції» та буде передано документальні матеріали, які стали підставою для внесення вказаних відомостей.

### Відновлення функцій НАЗК
12 жовтня 2023 року набрав чинності Закон України № 3384-IX, яким відновлено декларування публічних службовців, функції НАЗК з їх перевірок, а також проведення спеціальних перевірок.
Публічний доступ до Реєстру декларацій був знову відкритий 10 грудня 2023 року з урахуванням безпекових заходів.
26 грудня 2023 року набув чинності Закон України «Про внесення змін до деяких законодавчих актів України щодо удосконалення державного фінансування  та   контролю  за діяльністю політичних партій» від 23.08.2023 № 3337-IX. Документ передбачив відновлення обов'язку для політичних партій подавати звіти після майже чотирирічної перерви, що виникла спершу через обмеження COVID-19, а згодом — через запровадження воєнного стану. Також відновлено обов'язок НАЗК перевіряти звіти.
1 січня 2020 року набув чинності Закон України «Про внесення змін до Закону України „Про запобігання корупції“ щодо викривачів корупції» від 17 жовтня 2019 року № 198-IX
У жовтні 2024 року НАЗК здійснило дві перші виплати викривачам корупції, тобто особам, які повідомили про зроблену їм пропозицію хабаря.
Розпорядженням від 16 серпня 2024 року Кабінет Міністрів України затвердив персональний склад Координаційної робочої групи з питань антикорупційної політики.

## Критика, внутрішні чвари
За перший рік роботи Агентству не вдалося якісно налагодити систему електронного декларування, внаслідок чого реєстр не працював упродовж декількох днів перед закінченням кампанії декларування в березні 2017 року («друга хвиля»). НАЗК також надто повільно перевіряло декларації найвищих посадовців, не створена автоматизована система перевірки декларацій.
Критику також викликають великі суми премій членам НАЗК, які вони самі собі встановлюють.
У спільній заяві впливові громадські організації Трансперенсі Інтернешенл Україна, АвтоМайдан, Центр протидії корупції та Антикорупційна група Реанімаційного пакету реформ назвали керівництво Агентства «некомпетентним» і закликали до його відставки.
Прем'єр-міністр Володимир Гройсман увійшов у публічну дискусію з головою НАЗК Наталією Корчак на засіданні Уряду 29 березня 2017 року, спонукаючи її до відставки. Незважаючи на це, Корчак відмовилася складати повноваження.
Член НАЗК Руслан Рябошапка також вважає, що Наталія Корчак не відповідає займаній посаді за своїми діловими якостями і що орган під її керівництвом прийшов до «напіврозвалу». В подальшому конфлікт між ними не вщухав.
У листопаді 2017 голова департаменту НАЗК Ганна Соломатіна виступила з викривальними заявами про те, що орган повністю керується з Адміністрації Президента, його використовують для розправи над неугодними політиками та покривання лояльних до влади чиновників, існують факти фальсифікацій висновків НАЗК щодо перевірки е-декларацій (результати перевірок були негативними, а висновки затверджували позитивні). Кримінальна справа з приводу цього розслідується.
2018 року кілька антикорупційних організацій закинули НАЗК у тому, що агентство затягує перевірку декларації народного депутата Андрія Павелка. Нардеп за сумісництвом є головою Федерації футболу України та фігурує в матеріалах НАБУ в корупційній справі. Активісти переконували, що голова агентства Мангул має дружні відносини з Павелком.